# Campeonato Paraense de Futebol de 1986
O Campeonato Paraense de Futebol de 1986 foi a 74º edição da divisão principal do campeonato estadual do Pará. O campeão foi o Remo que conquistou seu 29º título na história da competição. O Tuna Luso foi o vice-campeão. O artilheiro do campeonato foi Dadinho, jogador do Remo, com 17 gols marcados.

## Participantes
| Equipe        | Cidade               | Títulos (mais recente) | Part. |
| ------------- | -------------------- | ---------------------- | ----- |
| Izabelense    | Santa Izabel do Pará | 0 (não possui)         | 7     |
| Paysandu      | Belém                | 34 (1985)              | 70    |
| Remo          | Belém                | 28 (1979)              | 70    |
| Santa Rosa    | Belém                | 0 (não possui)         | 4     |
| Sport Belém   | Belém                | 0 (não possui)         | 19    |
| Tiradentes-PA | Belém                | 0 (não possui)         | 13    |
| Tuna Luso     | Belém                | 9 (1983)               | 52    |

## Premiação
| Campeonato Paraense de 1986 |
| Belém                       |
| --------------------------- |
| Remo Campeão (29º título)   |